# Кызыльцы
Кызыльцы (хак. Хызыл, мн.ч. "Хызыллар") — этнографическая группа хакасского народа. Носители кызыльского диалекта хакасского языка.
Проживают в настоящее время в северной части Хакасии в долине реки Чёрный Июс, а так же Шарыповском и Ужурском районах Красноярского края. 

## История
Сформировались в 18 — 19 веках отдельно от других хакасских родоплеменных групп в составе Ачинского уезда, на месте бывшего Алтысарского улуса, являвшегося политическим центром Киргизской землицы. Несмотря на относительную изоляцию, кызыльцы сохранили представления о своём родстве с другими хакасскими группами. Одна часть кызыльцев возводила себя и сагайцев к двум братьям Кызылаху и Сагаяху, другая часть считалась одного происхождения с качинцами. Ведущее положение в XVIII веке занимал один из бывших аймаков Алтысарского улуса — род «хызыл», по имени которого были названа «землица», а позже и степная дума (см. Кызыльская степная дума). Кызыльский род являлся консолидирующим, вследствие чего этноним был принят остальными родами, проживавшими в пределах той же административной единицы. В 1794 кызыльцев насчитывалось 2109 душ мужского пола. К ним относилось около 200 различных фамилий. Кроме местных родов, в состав этнической группы кызыльцев вошли выходцы из Алтая и часть сибирских татар.
Органом самоуправления кызыльцев с 1822 года по реформе Сперанского до начала 20 века являлась Кызыльская степная Дума. Куда входили Кызыльский, Большеачинский, Малоачинский, Игинский, Шуйский, Малоаргунский, Басагарский отделенный от II половины, Басагарский I и II половины и Курчиковский административные роды .

## Сеокикызыльцев
- Ажыг (Ачинский)

```
  Улуг Ажыг (Большеачинский) 
  Кичиг Ажыг (Малоачинский) 
```

- Аргын (Аргунский)

```
  
Улуг аргын
 (Большоаргунский) 
  
Кичиг аргын
 (Малоаргунский) 
```

- Пелет (Мелетский)
- Пуга (Басагарский)
- Ыгы (Игинский)

```
  Улуг Ыгы (Большоигинский) 
  Кичиг Ыгы (Малогинский) 
```

- Хамнар (Камларский)
- Халмах
- Хызыл (Кызыльский)
- Хыргыс
- Шуш (Шуйский)